# ژان کابو
ژان کابو ((به فرانسوی: Jean Cabut)‏ ۱۳ ژانویهٔ ۱۹۳۸ – ۷ ژانویهٔ ۲۰۱۵) معروف به کابو (Cabu) یک کاریکاتوریست اهل فرانسه بود. وی بین سال‌های ۱۹۵۴ تا ۲۰۱۵ میلادی فعالیت می‌کرد. وی طی حادثه تیراندازی در دفتر شارلی ابدو به دست افراد مسلح به قتل رسید.